# Антисция Полита
Антисция Полита (на латински: Antistia Politta; † ок. 66) е римлянка от 1 век. Произлиза от фамилията Антисции и е дъщеря на Луций Антисций Вет (консул през 55 г.) и Секстия.
Тя се омъжва за аристократа Рубелий Плавт (правнук на Тиберий), син на сенатора Гай Рубелий Бланд (суфектконсул 18 г.) и Юлия, дъщеря на Ливила и Юлий Цезар Друз и внучка на император Тиберий и Випсания Агрипина.
През 60 г. на небето в Рим се появява комета, което римляните считат за знак за смяна на императорския трон. Имало и други знаци, което водело до предполагането, че Рубелий ще е новият император. Тогава Нерон, който е близък роднина на Рубелий, му пише учтиво писмо с молбата заради спокойствието в Рим да се изсели в Азия. Рубелий го послушва и се изселва с Антисция Полита.
През 62 г. Нерон екзекутира Рубелий поради съмнение, че планува бунт против него. Тя се връща в Рим и прави Нерон отговорен за смъртта на съпруга си. За да избегнат присъда Антисция Полита, баща ѝ, който е попаднал в немилост и майка ѝ вероятно се самоубиват през 65 г. или 66 г.